# Richard Loening
Jakob Bernhard Richard Loening, född 17 augusti 1848 i Frankfurt am Main, död 18 september 1913 i Jena, var en tysk jurist; bror till Edgar Loening.
Loening ägnade sig efter 1869 i Berlin vunnen juris doktorsgrad först åt rättspraxis, övergick därpå till vetenskapen och blev 1875 privatdocent vid Heidelbergs universitet, 1878 extra ordinarie professor där samt 1882 ordinarie professor vid Jena universitet. 
Bland Loenings många skrifter kan nämnas Der Vertragsbruch und seine Rechtsfolgen I. (1876), Der Reinigungseid bei Ungerichtsklagen (1880), Die Widerklage im Reichs-Civilprocess (1881) samt, från hans egentliga specialfack, den historiskt behandlade straffrättsvetenskapen: Grundriss zu Vorlesungen über deutsches Strafrecht (1885), Die strafrechtliche Haftung des verantwortlichen Redacteurs (1889) och Geschichte der strafrechtlichen Zurechnungslehre I. (1903). Han lämnade även uppmärksammade bidrag till Shakespeare-forskningen (Die Hamlet-Tragödie Shakespeare's, 1893, med mera).